# Mcheta
Mcheta (gruzijski: მცხეთა) je jedan od najstarijih gradova Gruzije koji se nalazi 21 km sjeverozapadno od Tbilisija, u slivu rijeka Aragvi i Kura. Mcheta je bila prijestonica gruzijskog kraljevstva Iberije od 3. stoljeća pr. Kr. do 5. stoljeća. Kako su upravo ovdje Gruzijci 317. godine prihvatili kršćanstvo, i danas je tu sjedište gruzijske pravoslavne crkve. Grad je danas sjedište oblasti Mcheta-Mtijaneti.
Od. 1994. godine spomenici Mchete su upisani na UNESCO-ov popis mjesta svjetske baštine u Aziji i Oceaniji, a od 2003. godine i na popis ugroženih mjesta svjetske baštine zbog nedosljednosti u održavanju. God. 2016. spomenici Mchete su uklonjeni s popisa ugroženih mjesta svjetske baštine zahvaljujući poboljšanju očuvanja i upravljanja lokalitetom.

## Povijest
Strateški položaj Mchete na utoku rijeke Aargvi u Mtkvari i sjecištu drvenih trgovačkih putova, te blaga klima, pogodovali su trajnim naseljenjem.
Najstariji nalazi naselja s akropolom u Mcheti datiraju iz brončanog doba, oko 1000. pr. Kr. Mcheta je bila prijestonica gruzijskog kraljevstva Iberije od 3. stoljeća pr. Kr. do 5. stoljeća. Tada se "Velika Mcheta" rasprostirala s obje strane rijeke, imala je sedam četvrti, a njezino središte je bila citadela i kraljevska rezidencija, Armaz-cihe. Grad je razorio Pompej Veliki, nakon što je uništio Mitridata Velikog, kralja Ponta, 65. pr. Kr. No, grad je zadržao važnu ulogu u politici Iberije u 1. i 2. stoljeću.
Mcheta je bila mjesto ranokršćanskog djelovanja sv. Nine, i 334. godine je kršćanstvo proglašeno državnom vjerom. Na mjestu današnje katedrale Svetichveli u 4. stoljeću je izgrađena drvena crkva. Zbog toga je i danas sjedište gruzijske pravoslavne crkve u Mcheti.
Nasljednik kralja Vahtanga I. Gorgasalija, njegov sin Dači I. Ujarmeli, koji je vladao početkom 6. stoljeća, je prema oporuci svog oca, premjestio gruzijsku prijestolnicu u lakše obranivi Tbilisi. No, Mcheta je ostala krunidbenim i pogrebnim mjestom većine gruzijskih vladara, sve do kraja gruzijskog kraljevstva u 19. stoljeću.
Kada je Gruzija postala dio Ruskog Carstva 1801. godine, Mcheta je bila tek malo veće selo, no gospodarski razvitak je uslijedio dolaskom željezničke pruge 1872. godine.

## Znamenitosti
Kako se Mcheta nalazila u području spajanja utjecaja mnogih naroda, u njezinoj, osobito crkvenoj, arhitekturi se mogu prepoznati mnoge osobitosti različitih kultura.
U Mcheti se nalaze najznačajnije gruzijske kršćanske građevine kao što je katedralna crkva Svetičoveli (11. st.), gdje su sahranjivani gruzijski kraljevi, i samostan Džvari (6. – 11. stoljeće).
Katedrala Svetichoveli (gruzijski: სვეტიცხოვლის საკათედრო ტაძარი, svet'icxovlis sak'atedro t'adzari; u značenju: "Katedrala živih stupova") je poznata kao mjesto gdje je sahranjena Kristova roba i danas je katolikos (vjerska prijestolnica) gruzijskih nadbiskupa. Izgradio ju je gruzijski arhitekt Arsukisdze u 11. stoljeću na mjestu starijeg svetišta iz 4. stoljeća. U katedralno dvorište se ulazi kroz slavoluk Irkalija II. Katedrala ima križni tlocrt s kupolom u središtu (na sjecištu krakova), a iznutra je bogato ukrašena freskama, koje su dugo bile prekrivene i uništene još od Timurove invazije u 14. stoljeću. Danas je druga po veličini crkva u Gruziji, nakon Katedrale Svetog Trojstva u Tbilisiju.
Od 2009. godine dospjela je na popis mjesta ugrožene svjetske baštine zbog "ozbiljnih oštećenja kamenih reljefa i fresaka".
Nasuprot katedrale, na vrhu brda preko rijeke Aragvi, nalazi se Samostan Džvari (ჯვრის მონასტერი, tj. "Crkva sv. Raspeća") koje je najsvetije svetište u Gruziji, izgrađeno na mjestu gdje je Sveta Nina podigla križ koji je zamijenio poganske skulpture. U samostanu se nalazi nekoliko građevina iz različitih povijesnih razdoblja. Crkva križnog plana s trijemovima na sjeveru i jugu je iz 6. stoljeća. Koncem stoljeća se smatralo da je ona premala, te je na mjestu "Svetog križa" podignuta veća, također križnog plana.
Vladarska palača Samtavro (od 1. do 3. st.) u sjevernom dijelu grada je mjesto gdje je navodno živjela sv. Nina. Na tom mjestu je izgrađena mala crkva u 4. stoljeću koja je više puta obnovljana. Samostan Samtavro je podignut u 11. stoljeću izgradnjom crkve križnog plana s kupolom u kojoj su pohranjena tijela prvih kršćanskih gruzijskih vladara, kralja Miriana i njegove žene Nane. U 16. stoljeću samostan je dobio dvokatni zvonik i samostanske zgrade.
Pored navedenih u Mcheti se nalaze i tvrđava Armazcihe (3. stoljeće pr. Kr.), Armazcihe akropola (s konca 1. tisućljeća pr. Kr.), grobnice (1. st.) nedaleko od grada, tvrđava Bebris Cihe (14. st.), te ostaci tzv. "Pompejevog mosta" (1. st. pr. Kr.).
U Mcheti su prionađeni mnogi rani zapisi bez kojih ne bi bilo moguće proučavati podrijetlo gruzijskog pisma.
- Pompejev most
- Katedrala Svetichoveli iz zraka
- Samostan Džvari iz zraka
- "Sveti križ" u crvi Džvari
- Samostan Samtavro 1870-ih

## Gradovi prijatelji
Mcheta ima ugovore o partnerstvu s:
- Leuville-sur-Orge, Francuska

## Vanjske poveznice
- Fotografije Mchete
- Mtskheta.ge - Vodič kroz Mchetu  Arhivirana inačica izvorne stranice od 13. rujna 2017. (Wayback Machine)